# Sidirónero (Dráma)
Sidirónero, en grec moderne : Σιδηρόνερο, est un ancien dème et un village de Macédoine-Orientale-et-Thrace, en Grèce. Depuis 2010, à la suite du programme Kallkratis, il fait partie du dème de Dráma.
Selon le recensement de 2021, la population de l'ancien dème devenu district municipal compte 239 habitants, celle de la communauté municipale 198 habitants, tandis que celle du village compte 165 habitants.